# Aoplus rubricosus
Aoplus rubricosus är en stekelart som först beskrevs av Holmgren 1864.  Aoplus rubricosus ingår i släktet Aoplus och familjen brokparasitsteklar. Arten är reproducerande i Sverige. Utöver nominatformen finns också underarten A. r. nigrifrons.